# Мистерия-буфф
«Мистерия-буфф». Героическое, эпическое и сатирическое изображение нашей эпохи (буфф, вероятно, от фр. bouffe / итал. buffa «комическая опера») — социально-бытовая пьеса Владимира Маяковского, в первой редакции написанная в 1918 году, переработанная в 1921-м.

## Жанровые особенности
В. Маяковский определял театр «как арену, отражающую жизнь». В постановке пьесы заложены основы агиттеатра, это первый опыт политсатиры в советском театре.  В ней соединилась революционная патетика, лексика массового митинга, органика площадного балагана с его фарсовой природой и мажорной тональностью. В пьесе сосуществуют злободневные факты политического момента и поэтически-философские отступления. Главная тема – несокрушимая вера в  победу народа.  

## Первый вариант
Пьеса была написана к первой годовщине Великой Октябрьской социалистической революции и включена Центральным бюро по организации празднеств в честь годовщины революции в число праздничных мероприятий. Премьера спектакля, поставленного Всеволодом Мейерхольдом и автором пьесы, оформленного художником Казимиром Малевичем, состоялась 7 ноября 1918 года в помещении Театра музыкальной драмы. Маяковский сыграл в спектакле роль «Человека просто»; из-за неявки намеченных исполнителей ему пришлось сыграть также Мафусаила и одного из чертей.
В автобиографии «Я сам» Маяковский по поводу первой постановки писал: «Окончил мистерию. Читал. Говорят много. Поставил Мейерхольд с К. Малевичем. Ревели вокруг страшно. Особенно коммунистичествующая интеллигенция. Андреева чего-чего не делала. Чтоб мешать. Три раза поставили — потом расколотили. И пошли „Макбеты“». Тогда же, в начале ноября 1918 года, пьеса вышла отдельным изданием.

## Второй вариант
21-й ГОД
Пробиваясь сквозь все волокиты, ненависти, канцелярщины и тупости — ставлю второй вариант мистерии.

Идёт в I РСФСР — в режиссуре Мейерхольда с художниками Лавинским, Храковским, Киселёвым и в цирке на немецком языке для III конгресса Коминтерна. Ставит Грановский с Альтманом и Равделем. Прошло около ста раз.
Автобиография Владимира Маяковского «Я сам»

В 1921 году Маяковский переработал и осовременил «героическое, эпическое и сатирическое изображение нашей эпохи», как определил он жанр «Мистерии-буфф». Всеволод Мейерхольд и Валерий Бебутов поставили пьесу в Театре РСФСР 1-м, премьера состоялась 1 мая 1921 года.
Отдельное издание второй редакции «Мистерии-буфф» вышло в июне 1921 года.
Летом того же года «Мистерия-буфф» была поставлена в цирке для делегатов III конгресса Коминтерна — в переводе на немецкий язык, выполненном Ритой Райт. Для этой постановки, осуществлённой Алексеем Грановским, Маяковский заново написал пролог, эпилог и сценку во втором действии.
В беседах с русским советским литературоведом Виктором Дмитриевичем Дувакиным актриса, сыгравшая роль дамы с картонками, Александра Вениаминовна Азарх-Грановская живо описывает историю этой постановки и костюмы, созданные Надеждой Петровной Ламановой.
А.В. Азарх: Вы представляете себе цирк? Он же имел арену, круг, и выходы были с самых разнообразных мест. И вот группировали. Скажем, выход 1, 2, 4 — Нечистые, из 3 и 5 идут Чистые. Вот таким образом — ритмически… Грановский же строил все на строжайших законах ритма. В этом отношении он был непревзойденный мастер. Чувство ритма. И все, что на сцене происходило — у него был удивительный глаз: человек в пространстве и ритм в движении. Строились руки — как шли руки, голоса — оркестровались голоса. Голоса Чистых, голоса Нечистых — контрасты звучаний.
В.Д. Дувакин: А картонок этих было много?
А.В. Азарх: Картонок было много, костюмы у нас были ослепительные, сделанные Ламановой. У меня был костюм, сделанный из белого муара, на золотой цепочке, совершенно обнаженная спина и голые руки, и зеленые страусовые перья были у меня на голове какие-то, зеленые перчатки, вообще совершенно потрясающий костюм (все это украли потом), а она, по-моему, была в оранжевом с белыми перьями. Вот мы на контрастных таких цветах были, картонки у меня были от желтой до очень ярко-зеленой, а у нее были какие-то другого тона: красные, доходящие до черных. Вот такие картонки. С этим мы летели. У нас были распределены реплики — что говорила она, что говорила я. Музыкально-ритмически это было очень здорово отработано, но задача для меня пропадала, потому что монолога-то не было. Я только могла дать пародию на даму, для которой мир в картонке. Вот и все».
Да, вот надо оговориться, что у Грановского было две Дамы с картонками. Он удваивал, все было — не один такой голос, а два, две таких фигуры. Это вообще… масштаб был мировой. Михоэлс иронически говорил: «Ты же только на Земной шар можешь рассчитывать».
Ну, как всем актрисам, мне хотелось, чтобы меня было больше. Но меня было не так уж много, как вы знаете. Дама с картонками особенной задачи не имела.
В.Д. Дувакин: Ну, у нее целый монолог есть:
Сначала была русской,
Россия мне стала узкой…
…Потом я стала французской…
…Теперь у меня камчатская нация.
А.В. Азарх: Так вот это монолог Грановский распределил между двумя Дамами с картонками. Так что начинала фразу я — говорила она. Я продолжала — она говорила третью фразу. И так вот мы все время… Поэтому цельного монолога я не получила. Я была очень удручена, и Грановский говорил: «Вот видишь, ты как все актрисы: тебе бы только больше слов. А ведь это интересно получается». Действительно, получалась интересная такая перекличка.

## Постановки
- 1921 — Томск, Студийный рабоче-крестьянский театр (1 редакция)
- 1921 — Тамбов, Первый пролетарский театр-студия (реж. Н. М. Ряжский-Варзин)
- 1921 — Екатеринбург (реж. Г. В. Александров)
- 1922 — Иркутск (реж. Н. П. Охлопков)
- 1923 — Москва, Опытная школа эстетического воспитания
- 1923 — Казань, КЭМСТ
- 1923 — Казань, Большой театр
- 1923 — Казань, Второй советский театр
- 1957 — Москва, Театр сатиры (реж. В. Н. Плучек)
- 1967 — Свердловск
- 1967 — Владивосток
- 1967 — Каунас

## Роли (согласно второй редакции)
1. Семь пар чистых :
1) Негус абиссинский
2) Раджа индийский
3) Турецкий паша
4) Российский спекулянт
5) Китаец
6) Упитанный перс
7) Клемансо
8) Немец
9) Поп
10) Австралиец
11) Жена австралийца
12) Ллойд-Джордж
13) Американец
14) Дипломат
2. Семь пар нечистых:
1) Красноармеец
2) Фонарщик
3) Шофёр
4) Шахтёр
5) Плотник
6) Батрак
7) Слуга
8) Кузнец
9) Булочник
10) Прачка
11) Швея
12) Машинист
13) Эскимос-рыбак
14) Эскимос-охотник
3. Соглашатель
4. Интеллигенция
5. Дама с картонками
6. Черти:
1) Вельзевул
2) Обер-чёрт
3) Вестовой
4) 2-й вестовой
5) Караульный
6) 20 чистых с рогами и хвостами.
7. Святые:
1) Мафусаил
2) Жан-Жак Руссо
3) Лев Толстой
4) Гавриил
5) Ангел
6) 2-й ангел
7) ангелы.
8. Саваоф
9. Действующие Земли обетованной:
1) Молот
2) Серп
3) Машины
4) Поезда
5) Автомобили
6) Рубанок
7) Клещи
8) Игла
9) Пила
10) Хлеб
11) Соль
12) Сахар
13) Материя
14) Сапог
15) Доска с рычагом.
10. Человек будущего

## Места действий
1. Вся вселенная
2. Ковчег
3. Ад
4. Рай
5. Страна обломков.
6. Земля обетованная.

## Источник
- Коллекция: русская и зарубежная литература для школы " Каталог ресурсов " М " Маяковский, Владимир Владимирович " Литературные произведения

## Экранизации
- 1969 — «Мистерия-Буфф» (СССР) — полнометражный мультипликационный фильм режиссёра Давида Черкасского («Киевнаучфильм»). Фильм создан в новаторской технике — сочетание актёров с перекладкой и рисунком.[4]